# Duranta erecta
Duranta erecta L., 1753 è una pianta appartenente alla famiglia Verbenaceae, originaria del Messico, Caraibi, Centro e Sudamerica.
In Italia la specie è a foglia caduca; emette fiori composti a grappolo azzurro-blu, disponibile anche con fiori lilla, rosa, bianco o viola dal buon profumo di vaniglia in agosto e settembre. Viene usata a scopo ornamentale nei giardini, spesso come siepe. È una sempreverde, ha foglie grandi e fusto che può superare i tre metri. Si può riprodurre per talea o seme, produce bacche commestibili per gli uccelli ma velenose per l'uomo. È di origine messicana ed è arrivata in Europa verso la fine del '500. È adatta ad un clima caldo e assolato in un terreno sabbioso; il suo nome deriva da Castore Durante, medico personale di papa Sisto V.